# Dregus
Dregus glebalis es una  especie de coleóptero adéfago de la familia Carabidae y el único miembro del género monotípico Dregus.